# Quận Grady, Georgia
Quận Grady là một quận trong tiểu bang Georgia, Hoa Kỳ. Quận lỵ đóng ở thành phố Cairo 6. Theo điều tra dân số năm 2000 của Cục điều tra dân số Hoa Kỳ, quận có dân số 23.659 người 2. Năm 2007, ước tính dân số quận này là 2007 là 25.042 người.

## Địa lý

### Xa lộ chính
- U.S. Route 84
- U.S. Route 319
- State Route 35
- State Route 38
- State Route 93
- State Route 111
- State Route 112
- State Route 188

### Quận giáp ranh
- Quận Mitchell, Georgia - bắc
- Quận Thomas, Georgia - đông
- Quận Leon, Florida - nam
- Quận Gadsden, Florida - tây nam
- Quận Decatur, Georgia - tây